# 댄 스트레일리
다니엘 스티븐 스트레일리(Daniel Steven Straily, 1988년 12월 1일 ~ )는 미국의 야구 선수이자, 전 미국의 야구선수이다.

## 미국 프로야구 시절
2012년에 오클랜드 애슬레틱스에 입단하였다.

## 한국 프로야구 시절

### 롯데 자이언츠시절
2020년에 브룩스 레일리를 대체할 외국인 투수로 영입되었다.

## 미국 프로야구 복귀
2022년에 애리조나 다이아몬드백스와 마이너 계약을 하였다.

2024년에 시카고 컵스와 마이너 계약을 했다.

## 한국 프로야구 복귀

### 롯데 자이언츠복귀
2022년 8월 2일에 글렌 스파크맨을 대체할 외국인 투수로 영입되었다. 2020년 ~ 2021년 당시 그의 등번호였던 58번을 다시 달았다. 2023년 7월에 성적 부진으로 인해 방출됐으며, 그의 대체 외인으로는 애런 윌커슨이 영입되었다.